# Abchasische Sprache
Die abchasische Sprache (Eigenbezeichnung: аԥсуа бызшәа, [apʰswa bəzʃʷa]) ist eine nordwestkaukasische Sprache, die vom Volk der Abchasen in Abchasien, Georgien, in der Türkei, Russland und in einigen anderen Ländern mit abchasischer Diaspora gesprochen wird. Die Sprecherzahl wird auf etwa 106.000 bis zu 125.000 Menschen geschätzt.

## Geschichte

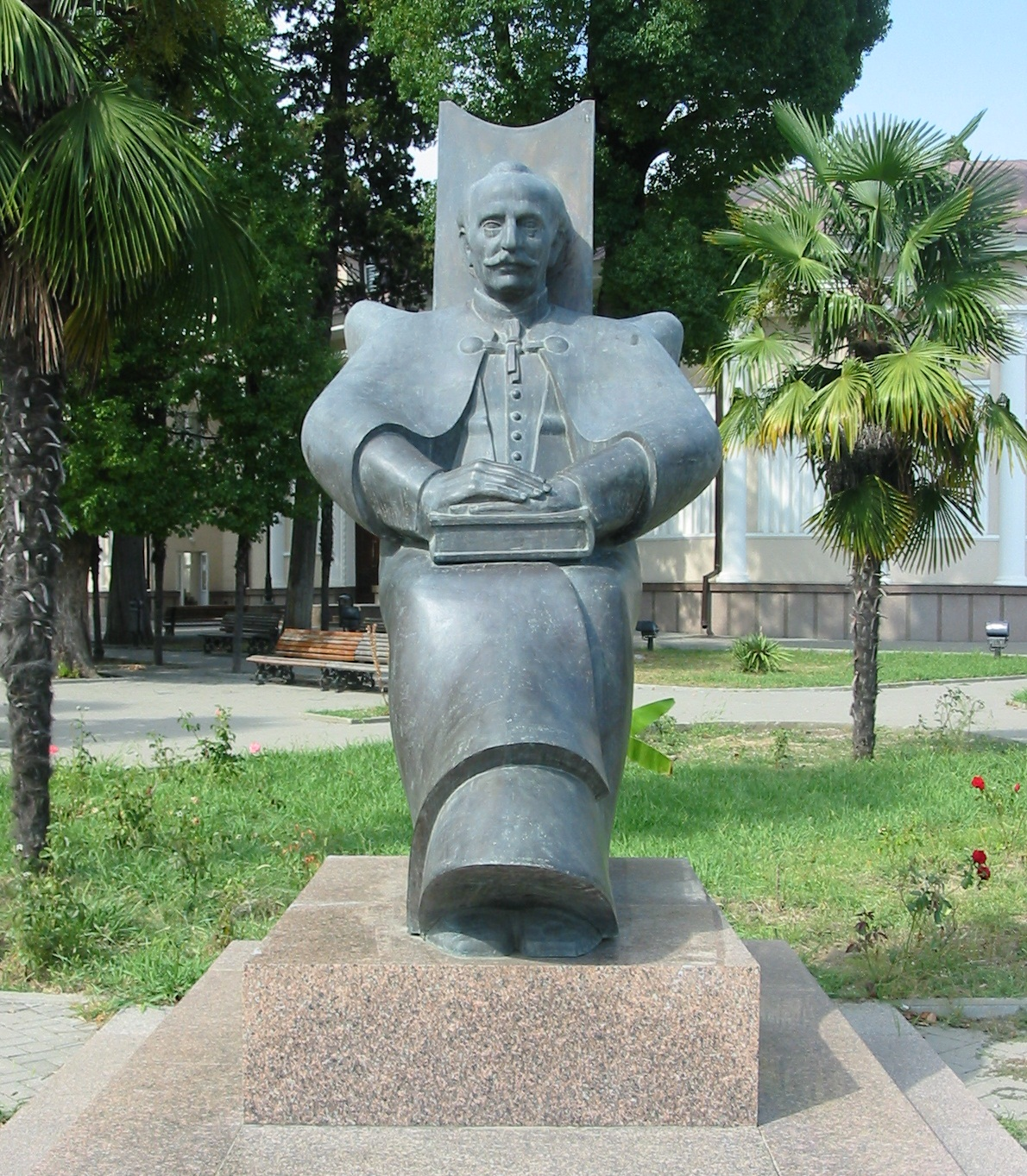
Dmitri Gulia, einer der Begründer der modernen abchasischen Literatur

Das Abchasische ist die Sprache des Volks der Abchasen. Es war über Jahrhunderte lediglich eine gesprochene Sprache. Abchasische Sagen und Geschichten, wie etwa die Narten, wurden lange Zeit meist nur mündlich weitergegeben.
In der Spätantike dienten Georgisch und teilweise auch Griechisch und ab dem 9. Jahrhundert ausschließlich Georgisch als Schriftsprache im heutigen Abchasien. Es ist unklar, ob das Georgische ausschließlich die Sprache der Oberschicht war und inwiefern sich auch die einfache Bevölkerung dieser Sprache bediente. Im Verlauf des jahrzehntelangen Kaukasuskrieges wurde das Georgische als Schriftsprache in Abchasien schließlich durch das Russische ersetzt.
Die ersten Fragmente der abchasischen Sprache wurden im 17. Jahrhundert vom osmanischen Reisenden Evliya Çelebi in arabischer Schrift niedergeschrieben.
Im Russischen Reich begann man ab Mitte des 19. Jahrhunderts mit der Entwicklung unterschiedlicher Alphabete und Rechtschreibungen für das Abchasische. Das erste standardisierte abchasische Alphabet wurde 1862 vom deutsch-russischen Adligen Peter von Uslar entwickelt und bestand aus 37 kyrillischen Buchstaben.
Abchasisch wurde somit ab Ende des 19. Jahrhunderts eine Schriftsprache.
Mit Beginn des 20. Jahrhunderts entstand eine eigene, neue abchasische Literatur, zu deren bedeutendsten Vertretern Dmitri Gulia, Samson Tschanba und Bagrat Schinkuba zählen. Mehrere bekannte abchasische Schriftsteller, darunter Fasil Iskander und Georgi Gulia, schrieben jedoch auf Russisch.
Nach der Oktoberrevolution 1917 kam es zu einer kurzzeitigen Blüte der abchasischen Sprache. Es bildete sich erstmals eine abchasische Presse, so wurde 1919 mit der bis heute existierenden Apsny die erste abchasischsprachige Zeitung gegründet.
Auf diese kurze Periode der Entfaltung folgte während der Zeit des Stalinismus eine Phase der Unterdrückung. Die Abchasische Sowjetrepublik wurde 1931 aufgelöst und an die Georgische SSR angeschlossen, das Abchasische musste nun zwangsweise mit dem georgischen Alphabet geschrieben werden, abchasische Schulen wurden systematisch geschlossen und abchasische Aktivisten hingerichtet. Georgisch und Russisch dominierten das öffentliche Leben. Mit dem Tod Stalins im Jahr 1953 wurden die meisten restriktiven Maßnahmen gegen Abchasen und das Abchasische aufgehoben, es folgte auch die Rückkehr zum kyrillischen Alphabet.
Bei der Auflösung der Sowjetunion 1991 sprachen viele Abchasen kein Abchasisch mehr.
Heute ist Abchasisch (zusammen mit Russisch) Amtssprache in der nur von wenigen Staaten anerkannten Republik Abchasien. Dort wird die Sprache inzwischen systematisch in den Schulen gelehrt. Im öffentlichen Leben dominiert in Abchasien allerdings das Russische, wenngleich die Bedeutung des Abchasischen wächst. Auch die georgische Autonome Republik Abchasien sieht Abchasisch als regionale Amtssprache vor.

## Verbreitung
Im Jahr 1993 wurde die Sprecherzahl des Abchasischen in Georgien, inklusive Abchasien, auf 101.000 Personen beziffert. Daneben finden sich Sprecher des Abchasischen auch in der Diaspora, insbesondere in Russland, wo etwa 11.000 Abchasen leben. Die Zahl der Sprecher des Abchasischen in der Türkei ist, aufgrund mangelnder Dokumentation und des Fehlens einer echten Volkszählung, schwierig zu bestimmen. Sie wird auf etwa 4.000 geschätzt, die ethnisch abchasische Population wird mit bis zu 39.000 abgegeben. Einige abchasische Sprachinseln und Diasporagemeinden finden auch sich im adscharischen Gebiet in Südwestgeorgien. Kleinere abchasische Gemeinden gibt es darüber hinaus in der Ukraine und in Syrien. Ethnologue gibt die Sprecherzahl des Abchasischen mit knapp 113.000 an. Im Jahr 2011 lebten in Abchasien mehr als 122.000 Abchasen, von denen jedoch nicht alle auch die abchasische Sprache beherrschten.

## Dialekte
Abchasisch wird oft zusammen mit dem Abasinischen (gesprochen in der russischen Teilrepublik Karatschai-Tscherkessien) als Dialekt einer gemeinsamen abchasisch-abasinischen Sprache bezeichnet. In der Sprachwissenschaft werden Abchasisch und Abasinisch aber zumeist als zwei verschiedene Sprachen betrachtet. Abchasisch teilt sich in mehrere Dialekte auf, von denen noch drei auf dem Gebiet Abchasiens gesprochen werden: (von Westen nach Osten) Bsyp, Abshuj und – als kleinerer Dialekt – Samursakan (nicht zu verwechseln mit dem mingrelischen Dialekt Samursakan-Sugdidi). Weitere Dialekte werden heute in der Türkei gesprochen – etwa Sads, Achtschipsa und Tsabal, ebenso Bsyp (siehe Sads-Abchasen).

## Sprachliche Charakteristika
Die abchasische Sprache ist durch einen ungewöhnlich großen Konsonantenbestand und einen ungewöhnlich kleinen Vokalbestand gekennzeichnet. Sie hat zwei phonologisch distinktive Vokale: einen offenen Vokal a und einen geschlossenen Vokal ə. Abhängig von der Wortumgebung können diese Vokale als e, i, o oder u ausgesprochen werden. Der Abshuj-Dialekt hat 58 Konsonanten, der Bsyp-Dialekt sogar 67.
Das Abchasische ist eine agglutinierende Ergativsprache. Bei den Personalpronomen werden Genera unterschieden. Während die Morphologie des Nomens relativ einfach ist (es gibt nur wenige Kasus), ist die des Verbs sehr komplex (sie beruht vorwiegend auf Präfigierung).

## Schrift

Dem kyrillischen Alphabet hinzugefügter Buchstabe Ҩ ist typisch für das heutige abchasische Alphabet

Die ersten Schriftzeugnisse des Abchasischen sind im arabischen Alphabet verfasst und wurden im 17. Jahrhundert von Evliya Çelebi niedergeschrieben. Das erste standardisierte abchasische Alphabet wurde 1862 von Baron Peter von Uslar entwickelt und bestand aus 37 kyrillischen Buchstaben. Ab 1905 wurde ein kyrillisches Alphabet mit 55 Buchstaben benutzt. Nikolai Marr entwickelte ein lateinisches Alphabet mit 75 Buchstaben, das von 1926 bis 1928 verwendet wurde, bis eine neue lateinische Schrift eingeführt wurde. 1937 wurde ein auf der georgischen Schrift basierendes Alphabet eingeführt, das bei der abchasischen Bevölkerung aber auf Ablehnung stieß. Nach dem Tod Josef Stalins wurde 1954 das bis heute verwendete abchasisch-kyrillische Alphabet eingeführt, das von Dmitri Gulia und Konstantin Matschawariani schon 1892 entworfen worden war.
Das heutige abchasisch-kyrillische Alphabet enthält zahlreiche Buchstaben, die es nur im Abchasischen gibt.

## Textprobe
| Allgemeine Erklärung der Menschenrechte auf Abchasisch                                                                                              | Transliteration |
| --- | --- |
| Дарбанзаалак ауаҩы дшоуп ихы дақәиҭны. Ауаа зегь зинлеи патулеи еиҟароуп. Урҭ ирымоуп ахшыҩи аламыси, дара дарагь аешьеи аешьеи реиԥш еизыҟазароуп. | Darbanzaalak auawy dshoup ikhy dak̇hәithny. Auaa zeg’ zinlei patulei eiqaroup. Urth irymoup akhshywi alamysi, dara darag’ aesh’ei aesh’ei reiphsh eizyqazaroup. |

Übersetzung:
Alle Menschen sind frei und gleich an Würde und Rechten geboren. Sie sind mit Vernunft und Gewissen begabt und sollen einander im Geiste der Brüderlichkeit begegnen.